# Bílá Lhota (přírodní památka)
Přírodní památka Bílá Lhota se nachází v prostoru římskokatolického kostela svaté Kateřiny Alexandrijské na severovýchodním kraji obce Bílá Lhota. Předmětem ochrany je biotop netopýra velkého (Myotis myotis). Přírodní památka je zároveň evropsky významnou lokalitou Natura 2000. Dlouhodobým cílem péče je zachovat existenci letní kolonie netopýra velkého, počet netopýrů tohoto druhu se zde odhaduje na 320 až téměř 800. Ojediněle zde byl potvrzen výskyt vrápence malého (Rhinolophus hipposideros).